# Carl Pavelka
Carl Pavelka (geboren am 28. Januar 1906 in Horgen; gestorben am 26. November 1991 in Zürich) war ein Schweizer Kunstmaler.

## Leben
Carl Pavelka wurde als Sohn von Josef Pavelka (aus Snozaty, Böhmen) und Anna (geb. Padrutt aus Pagig GR) geboren. Nach seiner Ausbildung zum Reklamezeichner an der Kunstgewerbeschule Zürich war er freischaffender Grafiker, Buchillustrator und hauptberuflicher Industriegrafiker bei Brown, Boveri & Cie (BBC) in Baden.
Sein Werk umfasst neben Werbeplakaten und illustrierten Büchern vor allem Landschaftsbilder in Bleistift, Aquarell und Öl, die er in seiner Freizeit sowie nach seiner Pensionierung in der Umgebung von Horgen, Hirzel, Rifferswil und Maschwanden im Kanton Zürich schuf.